# EGS-zs8-1
EGS-zs8-1是在北天的牧夫座方向上發現的一個高紅移的萊曼斷裂星系。在2015年5月，EGS-zs8-1是已知的所有星系中光譜紅移最高的，意味著它是觀測到最遙遠和最古老的星系。但在2015年7月，EGS-zs8-1最遙遠和最古老的地位被EGSY-2008532660超越。

## 述述
測量EGS-zs8-1的紅移Z=7.73，對應於光程（light travel distance）約為130億4000萬光年的距離，也就是130億4000萬的地球年齡。這個星系顯示高效率的恆星形成，所以它釋放的電磁波譜峰值在真空紫外線
的部分，波長接近121.567 nm（1,215.67 Å）的萊曼α發射譜線，這是由於強烈的輻射來自新誕生的高溫藍星，因此它被歸類為萊曼斷裂星系；高紅移的星暴星系輻射出萊曼α發射線。由於宇宙學紅移都卜勒效應造成測度膨脹空間（metric expansion of space）使來自星系的峰值光譜已經紅移至紅外線的。星系的同移距離（光旅行距離乘以哈伯常數，引起度量空間的擴張）已經距離地球約300億光年。
EGS-zs8-1約誕生於大爆炸後的6億7,000萬年，當時正是再電離期間。這個星系被發現在宇宙還很年輕的時期，就比當時在附近的其它鄰居巨大。依據它輻射的光亮估計，它當時的質量已經是銀河系目前質量的15%。這個星系製造新恆星的速率大約是銀河系目前速率的80倍，或是相當於每年800M☉的恆星質量。抵達地球的光是來自EGS-zs8-1的恆星，而當時那些恆星的年齡是在1億至3一歲之間。EGS-zs8-1的年齡使其是處於再電離階段創造出來的，當時在星系之外的氫是在中性與電離之間變換著的階段。根據該星系發現者的說法，EGS-zs8-1和其它早期的星系可能是造成再電離的原因。

## 發現
在2013年，耶魯的天文學家Pascal Oesch在審視哈伯太空望遠鏡的影像時發現一個異於平常的光點。他使用史匹哲太空望遠鏡確認了這個物體的存在。使用位於夏威夷的凱克望遠鏡的多目標遠紅外線光譜儀（MOSFIRE）探測，計算該天體的紅移，然後進行精確的星系年齡測量。Oesch和她在耶魯的夥伴與加利福尼亞大學聖塔克魯茲分校宣布了此一發現，將它命名為EGS-zs8-1，在2015年5月超越舊有的紀錄約3,000萬年，成為迄今最古老和最遙遠的星系。